# Anatolij Błagonrawow
Anatolij Arkadjewicz Błagonrawow (ros. Анатолий Аркадьевич Благонравов; ur. 20 maja?/1 czerwca 1894 w Ańkowie w guberni włodzimierskiej, zm. 4 lutego 1975 w Moskwie) – radziecki generał porucznik artylerii, wiceminister szkolnictwa wyższego, specjalista w zakresie broni strzeleckiej, artyleryjskiej, balistyki, techniki rakietowej i astronautyki, głównie radzieckich rakiet sondażowych, dwukrotny Bohater Pracy Socjalistycznej (1964 i 1974).

## Życiorys
W 1924 roku ukończył wyższą szkołę artyleryjską. Pięć lat później wojskową akademię techniczną. W 1937 roku wstąpił do Wszechzwiązkowej Komunistycznej Partii. Od 1938 roku profesor akademii artylerii w Moskwie, a od 1946 do 1950 jej komendant. W czasie wojny protegował Michaiła Kałasznikowa do Naukowo-Badawczego Poligonu Broni Strzeleckiej. Od 1943 roku członek Akademii Nauk ZSRR, gdzie od 1963 roku był przewodniczącym komisji do spraw badań i wykorzystania przestrzeni kosmicznej (negocjował współpracę w przestrzeni kosmicznej z NASA). W 1953 roku objął stanowisko dyrektora Instytutu Maszynoznawstwa Akademii Nauk ZSRR.
Od 1951 roku, wraz z Siergiejem Korolowem i Walerijem Jazdowskim, pracował nad rakietą R-1.
Od 1959 roku piastował stanowisko wiceprzewodniczącego COSPAR i członka rzeczywistego Międzynarodowej Akademii Astronautycznej.

## Odznaczenia i nagrody
- Medal Sierp i Młot Bohatera Pracy Socjalistycznej (dwukrotnie – 30 maja 1964 i 31 maja 1974)
- Order Lenina (pięciokrotnie – 7 grudnia 1940, 1945, 10 czerwca 1945, 30 maja 1964 i 31 maja 1974)
- Order Rewolucji Październikowej
- Order Czerwonego Sztandaru (trzykrotnie – 1919, 3 listopada 1944 i 20 czerwca 1949)
- Order Czerwonej Gwiazdy
- Nagroda Leninowska (1960)
- Nagroda Stalinowska (1941)

I medale.

## Publikacje
- Zasady projektowania broni automatycznej (1931)
- Благонравов А.А. Материaльная часть стрелкого оружия kn. 1 (Materialna część broni strzeleckiej cz. 1) (Moskwa, 1945)
- Благонравов А.А. Материaльная часть стрелкого оружия kn. 2 (Materialna część broni strzeleckiej cz. 2) (Moskwa, 1946)
- Investigations of the Upper Atmosphere and Outer Space Made in the USRR in 1962 (1963)